# Eucyclopera flaviceps
Eucyclopera flaviceps là một loài bướm đêm thuộc phân họ Arctiinae, họ Erebidae.